# Johannes V. Jensen modellerer Agnes
|  | Denne artikel er oprettet af botten Steenthbot ud fra en ekstern database. Den kan derfor have sproglige fejl eller mangler. Denne skabelon kan fjernes efter kontrol af indholdet. |

Johannes V. Jensen modellerer Agnes er en dansk dokumentarisk optagelse fra 1948.

## Handling
Johannes V. Jensen modellerer forfatterinden og kvindesagsforkæmperen Agnes Henningsen.